# 27 juin 1993
Le dimanche 27 juin 1993 est le 178e jour de l'année 1993.

## Naissances
- Gabriela Gunčíková, chanteuse tchèque
- Gamze Alikaya, joueuse de volley-ball turque
- Johanna Talihärm, biathlète estonienne
- Jonathan Campbell, joueur américain de football
- Makan Mouchou Traoré, footballeuse française
- Rejjie Snow, Rappeur irlandais
- Romane Bernies, joueuse de basket-ball française
- Yacksel Ríos, joueur de baseball américain

## Décès
- André Auville (né le 22 avril 1912), cycliste français
- Denise Cerneau (née le 3 décembre 1905), pionnière de la Résistance française
- James Trifunov (né le 18 juillet 1903), lutteur sportif canadien
- Klaus Mahn (né le 8 mars 1934), écrivain allemand
- Wolfgang Grams (né le 6 mars 1953), terroriste allemand, membre de la fraction de  l'armée rouge (RAF)

## Événements
- Sortie du film américain Alarme fatale